# Изкуството да обичаш
 Тази статия е за книгата от Ерих Фром.  За поемата на Овидий вижте Изкуството да обичаш (Овидий).  
„Изкуството да обичаш“ (на английски: The Art of Loving) е книга написана от Ерих Фром и издадена през 1956 от „Харпър енд Роу“. На български език е издадена от издателство „Христо Ботев“ през 1992 г. в превод на Владимир Ганев и от издателство „Кибеа“ през 2000 г. в превод на Станислава Миланова.
Тя е най-популярната книга на Ерих Фром и се превръща в международен бестселър, който резюмира и допълва теоретичните принципи за човешката природа в „Бягство от свободата“ и „Човекът за самия себе си“. В тази работа любовта е представена като умение, което може да бъде научено и развито. Тя се противопоставя на идеята, че любовта е нещо магическо и мистериозно, което не може да бъде анализирано и обяснено. Самият Фром, обаче предупреждава в самото начало:
| „ | Четенето на тази книга би било разочароващо преживяване за всекиго, който очаква просто напътствие в изкуството да обичаш. Тя, напротив, цели да покаже, че любовта не е чувство, което човек лесно може да си позволи, независимо от степента на зрялост, която е достигнал. | “ |

В тази си книга авторът разглежда любовта и нейното умиране и разпадане в западното общество. В частта за теорията на любовта Ерих Фром тръгва в описанието си от любовта като „отговор на проблема за човешкото съществуване“ до конкретните обекти на любовта (братска любов, майчинска любов, еротична любов, любов към себе си, любов към Бога). Той описва „братската любов“ като:
| „ | чувството за отговорност, грижовност, уважение, познаване на другото човешко същество, желанието да му съдействаш. | “ |

Майчинската любов представлява най-висшата форма на любов според Фром, а съответно и една от най-трудните за постигане, поради простия факт, че майката обича детето си, въпреки че нищо не получава от него и което я прави още по-трудна е това, че един ден тя трябва да остави детето си, да го откъсне от себе си, за да може то да се развива. Или казано с думите на Фром:
| „ | При еротичната любов двама души, които са самостоятелни, стават едно цяло. При майчинската любов, двама души, които са били едно, се разделят. | “ |

Еротичната любов е:
| „ | копнежът за пълно сливане, за единение с другия. По самата си природа тя е изключваща, а не всеобща. | “ |

## Издания на книгата
- Изкуството да обичаш. Изд. „Христо Ботев“, 1992.
- Изкуството да обичаш. Изд. „Кибеа“, 2000.
- Изкуството да обичаш. Изд. „Сиела“, 2019.